# Carlo Facetti
 Carlo Facetti  va ser un pilot de curses automobilístiques italià que va arribar a disputar curses de Fórmula 1.
Va néixer el 26 de juny del 1935 a Cormano, Llombardia, Itàlia.

## A la F1
Carlo Facetti va debutar a la tretzena cursa de la temporada 1974 (la 25a temporada de la història) del campionat del món de la Fórmula 1, disputant el 8 de setembre del 1974 el GP d'Itàlia al circuit de Monza.
Va participar en una única cursa de F1 disputada a la 1974, no aconseguint classificar-se per disputar la cursa i no assolí cap punt pel campionat del món de pilots.

## Resultats a la Fórmula 1
| Any  | Equip            | Xassís  | Motor    | 1   | 2   | 3   | 4   | 5   | 6   | 7   | 8   | 9   | 10  | 11  | 12  | 13      | 14  | 15  | Posició | Punts |
| ---- | ---------------- | ------- | -------- | --- | --- | --- | --- | --- | --- | --- | --- | --- | --- | --- | --- | ------- | --- | --- | ------- | ----- |
| 1974 | Scuderia Finotto | Brabham | Cosworth | ARG | BRA | SUD | ESP | BEL | MON | SUE | HOL | FRA | GBR | ALE | AUT | ITA NVQ | CAN | USA | -       | 0     |

### Resum
| Curses: | Victòries: | Pòdiums: | Poles: | Voltes ràpides: | Punts: |
| ------- | ---------- | -------- | ------ | --------------- | ------ |
| 1       | 0          | 0        | 0      | 0               | 0      |